# Ricardo Bellver
Ricardo Bellver y Ramón (Madrid, 23 de febrero de 1845-Madrid, 20 de diciembre de 1924) fue un escultor español.

## Biografía
Nació en el n.º 23 de la madrileña calle del Cardenal Cisneros, el 23 de febrero de 1845. Recibió sus primeras enseñanzas artísticas de la mano de su padre, el valenciano y también escultor Francisco Bellver y Collazos. Fue alumno en la Real Academia de Bellas Artes de San Fernando, donde obtuvo varios premios en las categorías de Anatomía Pictórica y de Dibujo del Antiguo, Natural y Paños.

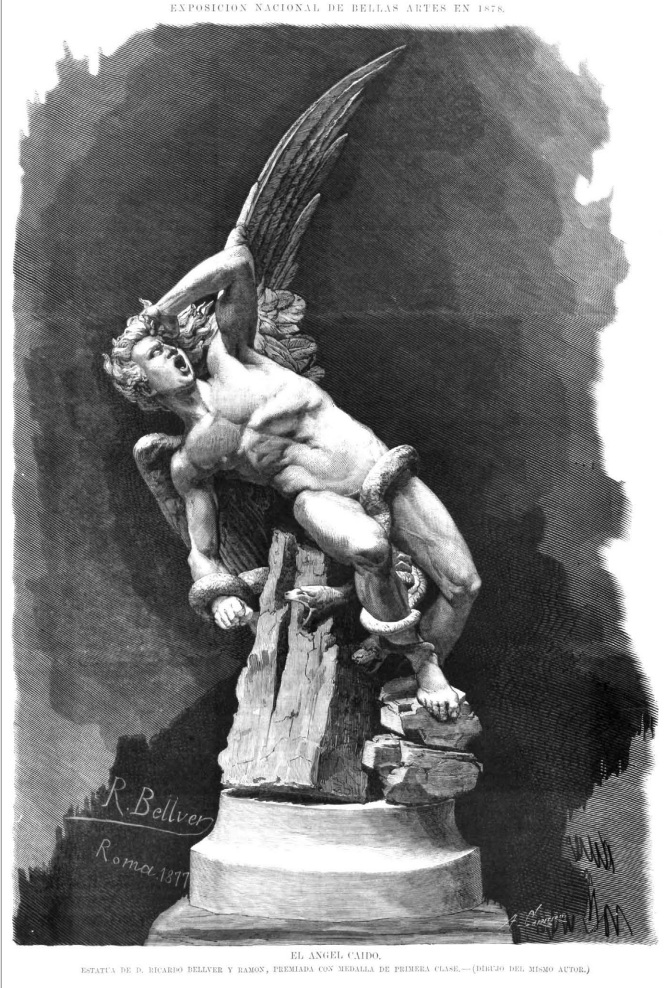
Dibujo del propio Bellver de su escultura El Ángel Caído, grabado de Arturo Carretero.

Desde los diecisiete años (1862) participó en las Exposiciones Nacionales de Bellas Artes. En la edición de 1867 empezó a tener reconocimiento en el mundo del arte, al recibir la Mención Honorífica de Primera Clase por un grupo escultórico en yeso llamado La Virgen con su Hijo en el regazo.
En 1874 ganó, mediante oposición, una plaza de pensionado de número para completar su formación en la Academia Española de Bellas Artes de Roma, a donde partió en 1875. En su primer año realizó un busto en yeso del Gran Capitán, copia de una talla de madera del siglo XVI de Diego de Siloé. También en 1875, participó en la Exposición Internacional de Bellas Artes de París con una estatuilla en bronce del torero Lagartijo. Del segundo año es su bajorrelieve Entierro de Santa Inés, que se encuentra actualmente en la escalera del coro de la Basílica de San Francisco el Grande de Madrid.

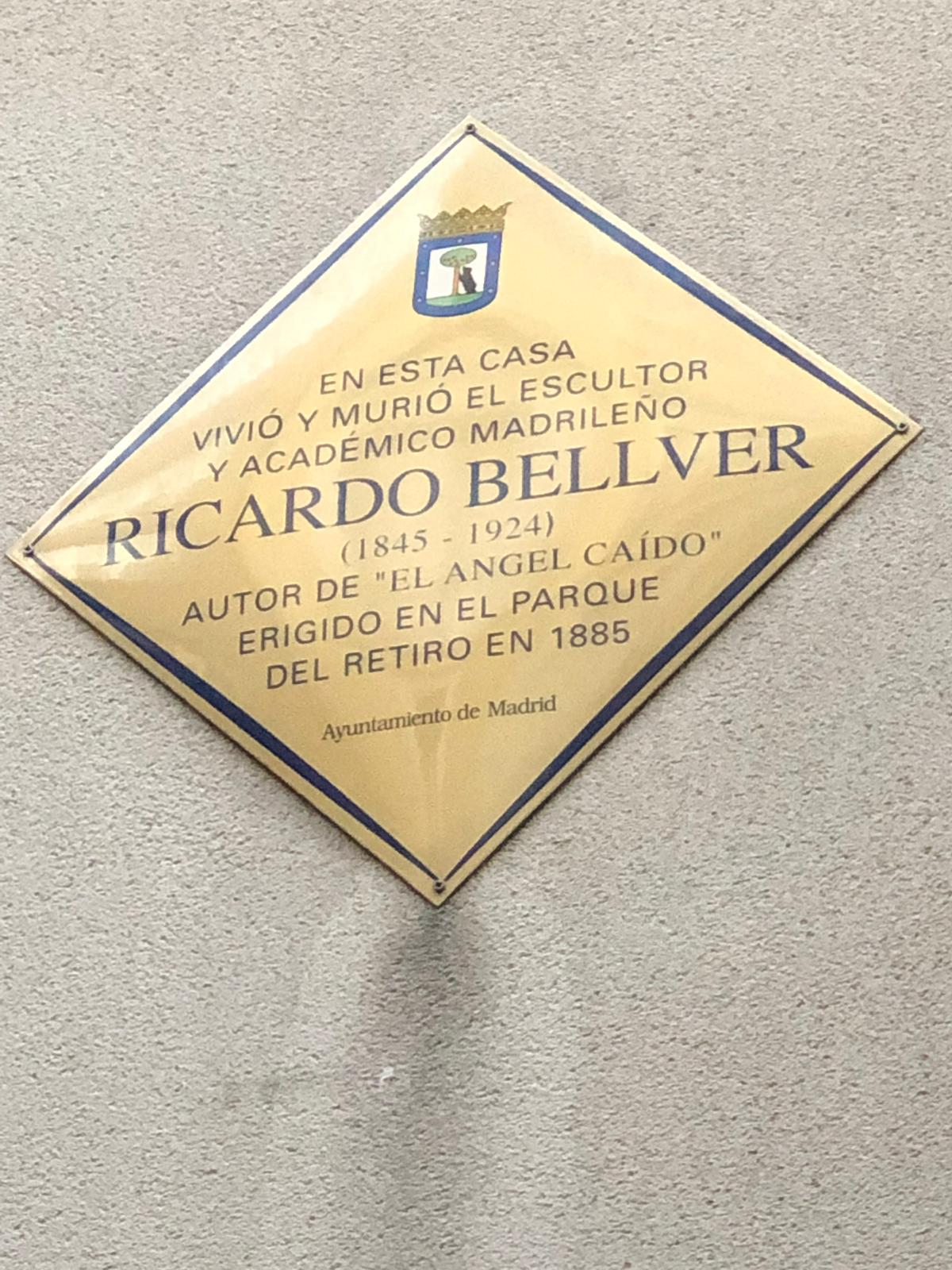
Placa en la calle Cardenal Cisneros

En 1877, su tercer año como pensionado en la capital italiana, realizó en yeso su obra más célebre: El Ángel Caído, inspirada en unos versos de El paraíso perdido de Milton. Un año después la presentó a la Exposición Nacional de Bellas Artes (celebrada en Madrid), donde obtuvo con ella la Primera Medalla. Ese mismo año se hizo una fundición en bronce para la Exposición Universal de París. Se trata de una escultura de indudable originalidad, que fue adquirida por el Estado y pasó a formar parte de la colección del Museo Nacional del Prado. En 1879 su director, Benito Soriano Murillo, sugirió exponerla al aire libre, y por ello se cedió al Ayuntamiento de Madrid. Desde 1885 decora, en lo alto de una fuente, la plaza homónima del parque del Buen Retiro.

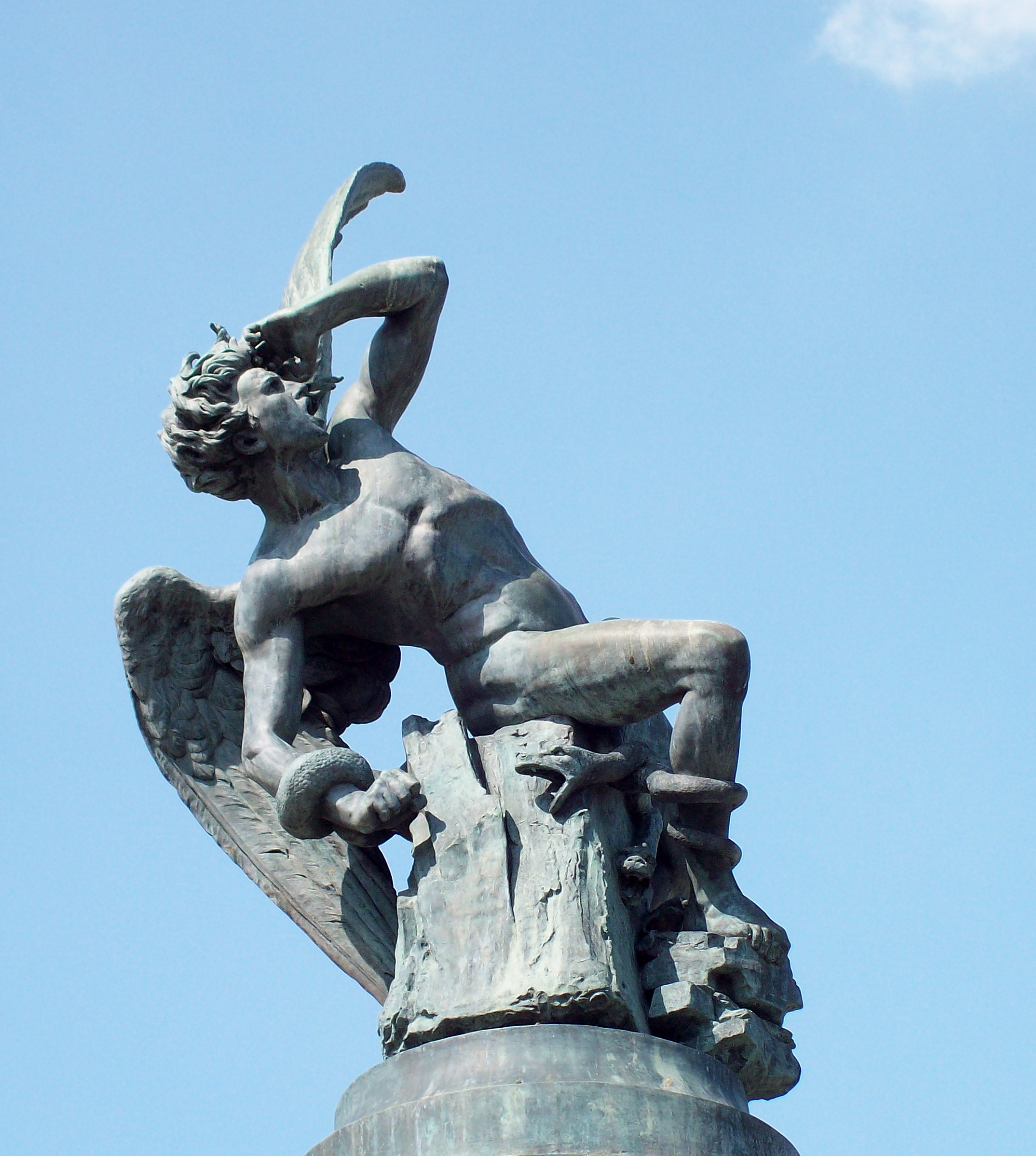
El Ángel Caído, obra fundida en bronce en 1878 para la Exposición Universal de París, situada actualmente en el parque del Buen Retiro de Madrid.

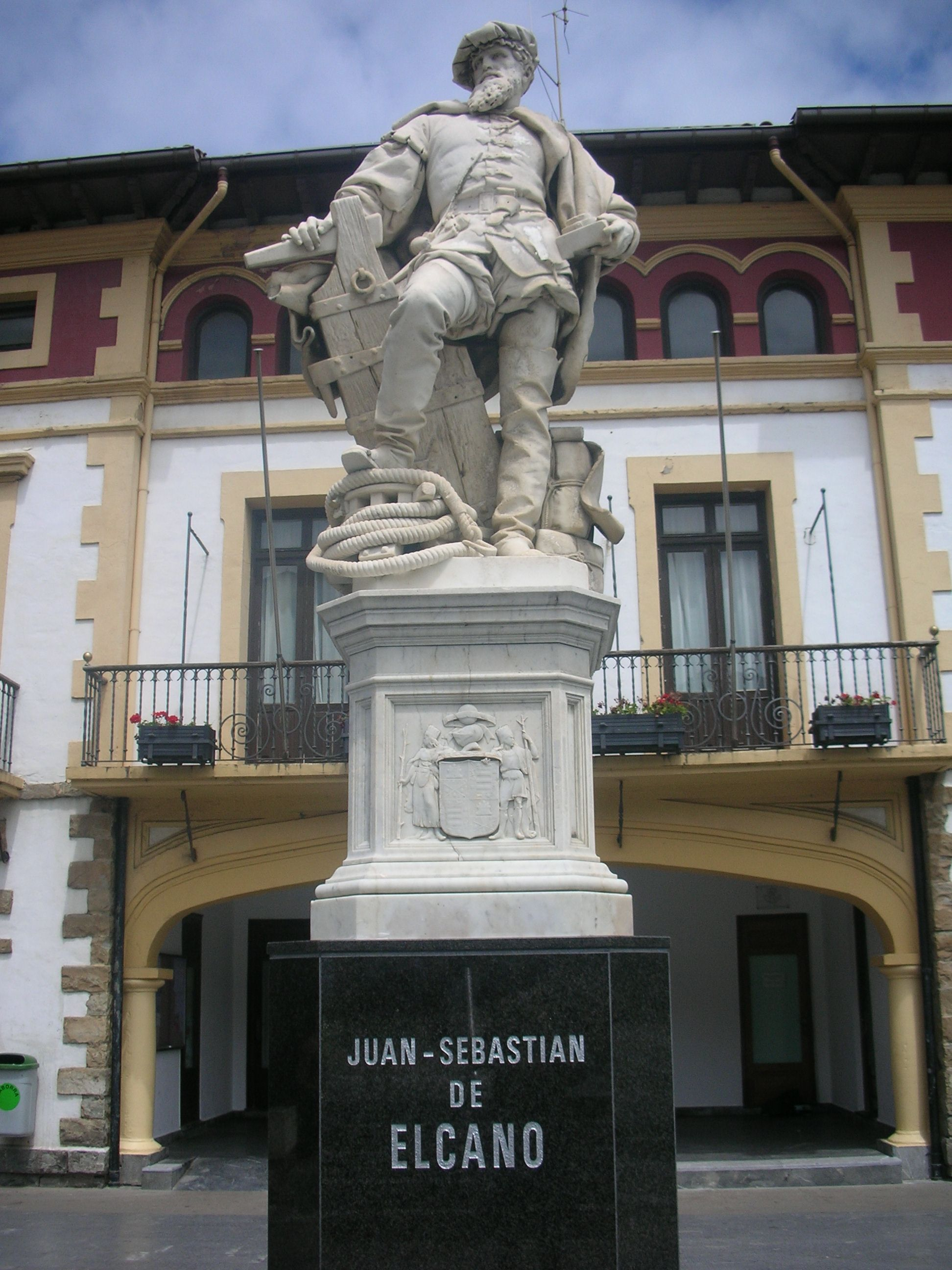
Monumento a Elcano (1881, Guetaria).

Otros trabajos destacados de Bellver son el sepulcro en mármol del arzobispo de Sevilla Luis de la Lastra y Cuesta para la catedral de dicha ciudad (1880); la Asunción de la Virgen (1885, relieve en piedra en el mismo lugar); el monumento a Juan Sebastián Elcano (mármol, 1881, Guetaria), el monumento funerario de Goya, Moratín, Meléndez Valdés y Donoso Cortés (1887, junto con Joaquín de la Concha Alcalde, en Madrid); el sepulcro del Cardenal Silíceo (Real Colegio de Doncellas Nobles, Toledo); y un escudo para el Ministerio de Fomento (1897).
La crítica de su tiempo acogió muy favorablemente las obras de Bellver, que fue nombrado académico y acabó como director de la Escuela de Artes y Oficios de Madrid. Falleció en dicha ciudad el 20 de diciembre de 1924.

## Obra
- 1862 - Tucapel, presentada a la Exposición Nacional de Bellas Artes.
- 1864 - Joven fauno jugando con una cabra y Sátiro tocando las tibias, presentadas a la E.N.B.A.
- 1867 - La Virgen con su Hijo en el regazo, Mención Honorífica de Primera Clase en la E.N.B.A.
- 1871 - Tres bustos: Goya, José Bellver y Una señora, presentados a la E.N.B.A.
- 1873 - Lápida funeraria de su madre Encarnación Ramón Macías. Cementerio de San Isidro de Madrid
- 1874 - David triunfante con la cabeza de Goliat, presentada para el concurso abierto para las plazas de pensionado de Roma. Facultad de Bellas Artes (Universidad Complutense de Madrid).
- 1875 - Estatuilla en bronce de Lagartijo, presentada a la Exposición Internacional de Bellas Artes de París.
- 1875 - Busto de El Gran Capitán, en la Real Academia de San Fernando.
- 1876 - Bajorrelieve El entierro de Santa Inés, San Francisco el Grande, Madrid.
- 1877 - El Ángel Caído, Medalla de Primera Clase en la E.N.B.A., Parque del Retiro de Madrid.
- 1880 - Busto de su padre Francisco Bellver y Collazos para la Real Academia de San Fernando.
- 1880 - Sepulcro del Eminentísimo Sr. Cardenal de la Lastra y Cuesta, arzobispo de Sevilla, mármol, Catedral de Sevilla.
- 1881 (boceto realizado en 1877) - Monumento a Juan Sebastián Elcano, mármol, presentado a la E.N.B.A., Plaza del Ayuntamiento de Guetaria (Guipúzcoa).
- 1883 - Asunción de la Virgen, relieve en yeso, labrado luego en piedra y colocado en 1885 en la Puerta del Príncipe de la Catedral de Sevilla.
- 1887 - Monumento funerario de Goya, Moratín, Meléndez Valdés y Donoso Cortés, junto con Joaquín de la Concha Alcalde, Cementerio de San Isidro de Madrid.
- 1888 - La muerte de Santa Ágata, bajorrelieve.
- 1890 - Sepulcro del Cardenal Silíceo, en el Real Colegio de Doncellas Nobles de Toledo
- 1897 - Escudo para la fachada del Ministerio de Fomento, Madrid.
- 1901 - Busto de Juan Facundo Riaño para la Real Academia de San Fernando.
- 1905 - Tallas de San Francisco, San Expedito y los Sagrados Corazones, Iglesia de San Vicente Mártir de Abando, Bilbao (Vizcaya).
- Imágenes de San Bartolomé y San Andrés, San Francisco el Grande, Madrid.
- Santa Teresa de Jesús, Iglesia de Santa Teresa, Madrid.
- La Virgen del Rosario, Iglesia de San José, Madrid.